# Laheküla (Muhu)
Laheküla (Laheküla küla) is een dorp in de Estlandse gemeente Muhu, provincie Saaremaa.

## Bevolking
Het dorp had 17 inwoners op 31 december 2011 en 18 inwoners op 31 december 2021.

## Ligging
Laheküla ligt aan de zuidkust van het eiland Muhu. Het onbewoonde eiland Suurlaid (1,9 ha) hoort bij Laheküla.

## Geschiedenis
Laheküla werd pas genoemd in 1922 onder de naam Lahe, als nederzetting op het voormalige landgoed Muhu-Suuremõisa (Duits: Mohn-Großenhof). Muhu-Suuremõisa was een kroondomein, dat achtereenvolgens heeft toebehoord aan de Deense koning, de Zweedse koning en de Russische tsaar. Later werd het woord küla (Estisch voor ‘dorp’) aan Lahe toegevoegd.
In 1977 werd Laheküla bij het buurdorp Suuremõisa gevoegd. In 1997 werd het weer een zelfstandig dorp.